# Saint-Benoît-la-Forêt
Saint-Benoît-la-Forêt település Franciaországban, Indre-et-Loire megyében. Lakosainak száma 848 fő (2022. január 1.). Saint-Benoît-la-Forêt Chinon, Cravant-les-Côteaux, Huismes, Rigny-Ussé és Rivarennes községekkel határos.

## Népesség
A település népessége az elmúlt években az alábbi módon változott:
| Lakosok száma | 334  | 1177 | 946  | 805  | 873  | 857  | 851  | 849  | 847  | 848  |
|               | 1968 | 1982 | 1990 | 2006 | 2013 | 2015 | 2017 | 2019 | 2020 | 2022 |